# موزه اشغال لتونی
موزه اشغال لتونی (لتونیایی: Latvijas Okupācijas muzejs) موزه‌ای تاریخی و آموزشی در ریگا، لتونی است که در سال ۱۹۹۳ تأسیس شد. این موزه با هدف نمایش آثار، اسناد بایگانی‌شده و آموزش عمومی دربارهٔ ۵۱ سال اشغال متوالی لتونی در قرن بیستم توسط اتحاد جماهیر شوروی در سال‌های ۱۹۴۰–۱۹۴۱، سپس آلمان نازی در سال‌های ۱۹۴۱–۱۹۴۴ و مجدداً شوروی در سال‌های ۱۹۴۴–۱۹۹۱ ایجاد شد. برنامه‌های رسمی بازدید مقامات عالی‌رتبه کشورهای دیگر از لتونی معمولاً شامل بازدید از این موزه نیز می‌شود.
این مجموعه همچنین نمایشگاهی را در خانه گوشه‌ای، که پیش‌تر مقر کاگ‌ب در ریگا بود، اداره می‌کند.
پس از ۱۰ سال بازسازی، نمایشگاه دائمی جدید این موزه در ۱ ژوئن ۲۰۲۲ به روی عموم بازگشایی شد. یک روز پیش از آن، این نمایشگاه با حضور رئیس‌جمهور لتونی، اگیلس لوتس، و وزیر فرهنگ، Nauris Puntulis، افتتاح شد.

## تاریخچه

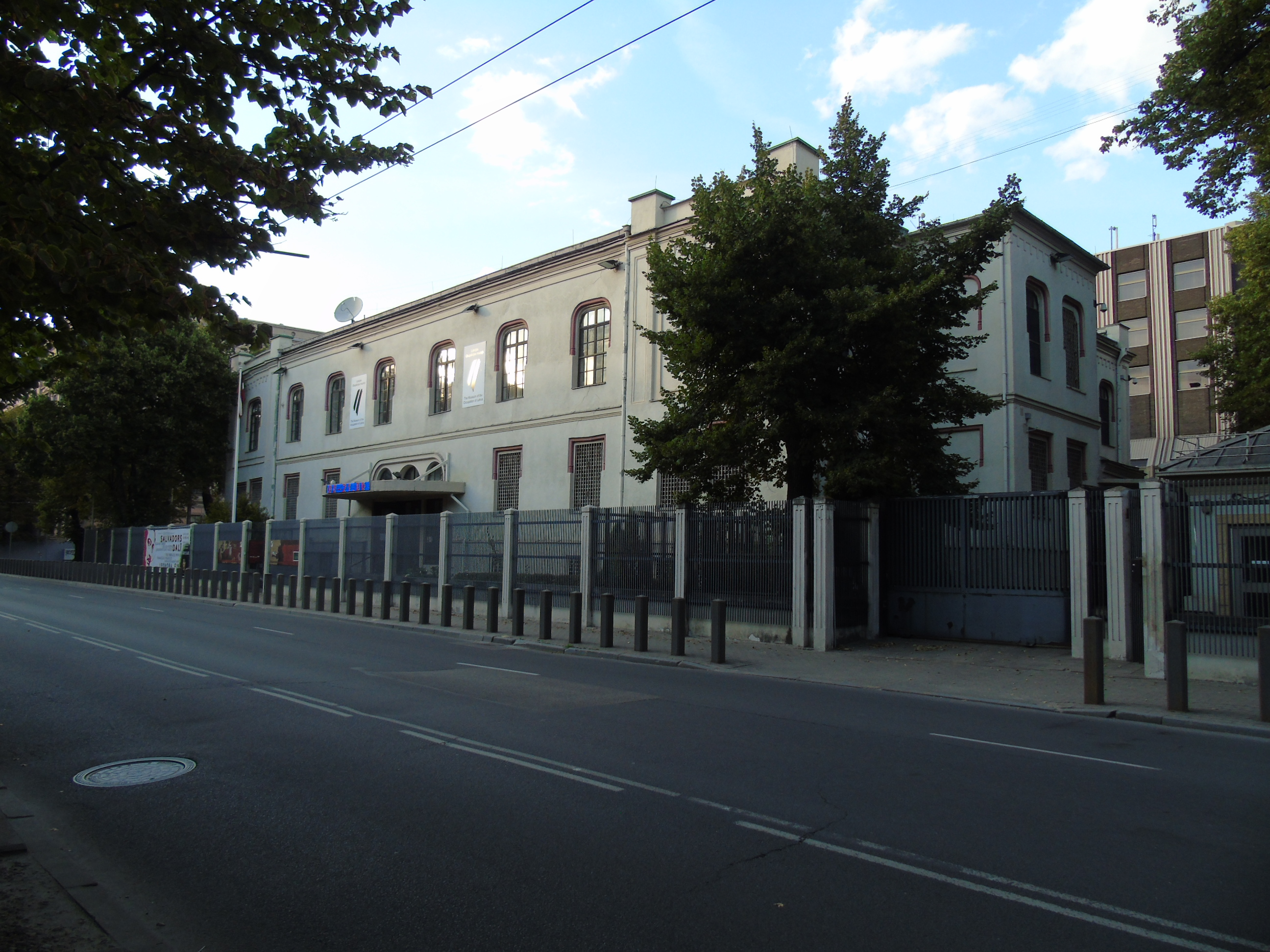
محل پیشین موزه در Raiņa bulvāris 7 (۲۰۱۲–۲۰۲۲)

این موزه در سال ۱۹۹۳ پس از آن‌که پاولیس لازدا، استاد تاریخ در دانشگاه ویسکانسین–ائو کلر، پیشنهاد ایجاد یک موزه برای پوشش دوران اشغال لتونی از ۱۹۴۰ تا ۱۹۹۱ را به وزارت فرهنگ جمهوری لتونی ارائه کرد، تأسیس شد. این پیشنهاد به تشکیل بنیاد موزه اشغال (OMF) در بهار ۱۹۹۳ انجامید که امروزه با عنوان انجمن موزه اشغال (OMB) شناخته می‌شود. این بنیاد شامل ۱۱ نفر بود که هدف آن‌ها تأسیس، مدیریت و تأمین مالی موزه بود.
اولین نمایشگاه موزه در ۱ ژوئیه ۱۹۹۳ افتتاح شد که به دوره نخست اشغال شوروی در لتونی از ۱۹۴۰ تا ۱۹۴۱ اختصاص داشت. در سال‌های بعد، این موزه گسترش یافت تا کل دوره اشغال را پوشش دهد.

## مأموریت
مأموریت اعلام‌شده موزه عبارت است از:
- نمایش آنچه در لتونی، سرزمین و مردم آن در دوران اشغال توسط دو رژیم توتالیتر بین سال‌های ۱۹۴۰ تا ۱۹۹۱ رخ داد؛
- یادآوری جنایات قدرت‌های خارجی علیه دولت و مردم لتونی به جهان؛
- یادبود قربانیان اشغال: کسانی که جان باختند، تحت تعقیب قرار گرفتند، به‌زور تبعید شدند یا از ترور رژیم‌های اشغالگر گریختند.[۲]

## مجموعه موزه
از زمان تأسیس، موزه شروع به گردآوری اشیایی مرتبط با دوره‌های اشغال کرد. تا اوایل سال ۲۰۱۷، این مجموعه شامل نزدیک به ۶۰٬۰۰۰ شیء ثبت‌شده بود. آرشیو دیداری و شنیداری موزه نیز شامل بیش از ۲٬۳۰۰ شهادت ویدئویی از تبعیدشدگان، پناهندگان و سایر افرادی است که از اشغال لتونی آسیب دیده‌اند. این بخش همچنین ۱۰ فیلم مستند تولید کرده است.

## ساختمان
ساختمان اصلی موزه در سال ۱۹۷۱ توسط شوروی به مناسبت صدمین سالگرد تولد ولادیمیر لنین ساخته شد و تا سال ۱۹۹۱ به‌عنوان موزه‌ای برای گرامیداشت تفنگداران لتونیایی مورد استفاده قرار می‌گرفت. بازسازی این ساختمان، که پس از سال‌ها برنامه‌ریزی و مذاکرات در تابستان ۲۰۱۸ آغاز شد، سبب شد تا از نوامبر ۲۰۱۲ موزه به‌طور موقت در Raiņa bulvāris 7 مستقر شود.
این پروژه سرانجام در اواخر ۲۰۲۱ به پایان رسید و در نوامبر همان سال، موزه به ساختمان اصلی خود بازگشت. یادبود «لمس تاریخ» (لتونیایی: Vēstures taktīla) برای قربانیان اشغال شوروی در تابستان ۲۰۲۱ در کنار موزه رونمایی شد. نمایشگاه تکمیل‌شده در ۱ ژوئن ۲۰۲۲ به روی عموم گشوده شد.